# جزيرة براتاس
جزر براتاس المعروفة أيضا باسم جزر دونغشا، هي جزيرة مرجانية في شمال بحر الصين الجنوبي والتي تتكون من ثلاث جزر صغيرة حوالي 340 كيلومتر (211 ميل) جنوب شرق هونغ كونغ. باستثناء مياه المنطقة الاقتصادية الخالصة والإقليمية المرتبطة بها، وتضم الجزر حوالي 240 هكتار (590 فدانا)، بما في ذلك 64 هكتار (160 فدانا) من منطقة البحيرة. والتي يطالب بها من قبل سكان جمهورية الصين الشعبية، ولكن يتم التحكم بها من قبل جمهورية الصين (تايوان)، ونظمت بمثابة حديقة وطنية. الجزيرة الرئيسية للمجموعة، جزر براتاس هي أكبر من جزر بحر الصين الجنوبي.